# Girish Karnad
Girish Raghunath Karnad (Matheran, 19 maggio 1938 – Bangalore, 10 giugno 2019) è stato un attore, regista, sceneggiatore  e drammaturgo indiano.

## Filmografia

### Attore (lista parziale)
Cinema
- Vamsha Vriksha, regia di B. V. Karanth e Girish Karnad (1972)
- Nishant, regia di Shyam Benegal (1975)
- Manthan, regia di Shyam Benegal (1976)
- Swami, regia di Basu Chatterjee (1977)
- Jeevan Mukt, regia di Sudhendu Roy (1977)
- Ratnadeep, regia di Basu Chatterjee (1979)
- Aasha, regia di J. Om Prakash (1980)
- Man Pasand, regia di Basu Chatterjee (1980)
- Umbartha, regia di Jabbar Patel (1982)
- Aparoopa, regia di Jahnu Barua (1982)
- Ananda Bhairavi, regia di Jandhyala (1983)
- Tarang, regia di Kumar Shahani (1984)
- Meri Jung, regia di Subhash Ghai (1985)
- Nann Adimai Illai, regia di Dwarakish (1986)
- Santha Shishunala Sharifa, regia di T. S. Nagabharana (1990)
- Chaitanya, regia di Prathap K. Pothan (1991)
- Cheluvi, regia di Girish Karnad (1992)
- Kadhalan, regia di S. Shankar (1994)
- Aatank, regia di Prem Lalwani e Desh Mukherjee (1996)
- The Prince, regia di Suresh Krishna (1996)
- Ratchagan, regia di Praveen Gandhi (1997)
- Minsara Kanavu, regia di Rajiv Menon (1997)
- China Gate, regia di Rajkumar Santoshi (1998)
- Kanooru Heggadithi, regia di Girish Karnad (1999)
- A. K. 47, regia di Om Prakash Rao (1999)
- Pukar, regia di Rajkumar Santoshi (2000)
- Hey Ram, regia di Kamal Haasan (2000)
- Iqbal, regia di Nagesh Kukunoor (2005)
- Dor, regia di Nagesh Kukunoor (2006)
- Aa Dinagalu, regia di K. M. Chaitanya (2007)
- 8 × 10 Tasveer, regia di Nagesh Kukunoor (2009)
- Aashayein, regia di Nagesh Kukunoor (2010)
- Puli, regia di S. J. Surya (2010)
- Ek Tha Tiger, regia di Kabir Khan (2012)
- Yaare Koogadali, regia di Samuthirakani (2012)
- Samrat & Co., regia di Kaushik Ghatak (2014)
- Rana Vikrama, regia di Pavan Wadeyar (2015)
- 24, regia di Vikram Kumar (2016)
- Shivaay, regia di Ajay Devgn (2016)
- Tiger Zinda Hai, regia di Ali Abbas Zafar (2017)

Televisione
- Malgudi Days (1987)
- Indradhanush (1989)
- Nandhini (2017)

### Regista
- Vamsha Vriksha (1972)
- D.R. Bendre (1972)
- Kaadu (1973)
- Godhuli (1977)
- Ondanondu Kaladalli (1979)
- Utsav (1984)
- Woh Ghar (1984) - TV
- Kanaka Purandara (1988)
- The Lamp in the Niche (1990)
- Cheluvi (1992)
- Kanooru Heggadithi (1999)

### Sceneggiatore
- Samskara (1970)
- Vamsha Vriksha (1971)
- Kaadu (1973)
- Bhumika (1977)
- Godhuli (1977)
- Kondura (The Sage from the Sea) (1978)
- Anugraham (1978)
- Ondanondu Kaladalli (1979)
- Kalyug (1981)
- Utsav (1984)
- Agni Varsha (2002)
- Aa Dinagalu (2007)

## Premi e riconoscimenti

### Letteratura
- Rajyotsava Award – 1970
- Sangeet Natak Akademi Award & Varthur navya Award – 1972
- Padma Shri – 1974
- Padma Bhushan – 1992
- Kannada Sahitya Parishat Award – 1992
- Sahitya Academy Award – 1994
- Jnanapith Award – 1998
- Kalidas Samman – 1998

### Cinema
- National Film Awards
  - 1971: "Best Direction": Vamsha Vriksha (con B. V. Karanth)
  - 1971: "Best Feature Film in Kannada": Vamsha Vriksha
  - 1973: "Second Best Feature Film": Kaadu
  - 1977: "Best Feature Film in Kannada": Tabbaliyu Neenade Magane
  - 1978: "Best Screenplay": Bhumika (con Shyam Benegal e Satyadev Dubey)
  - 1978: "Best Feature Film in Kannada": Ondanondu Kaladalli
  - 1989: "Best Non-Feature Film": Kanaka Purandara
  - 1990: "Best Non-feature Film on Social Issues": The Lamp in the Niche
  - 1992: "Best Film on Environment Conservation": Cheluvi
  - 1999: "Best Feature Film in Kannada": Kaanuru Heggadathi
- Filmfare Awards South
  - 1972: "Filmfare Award for Best Director - Kannada" – Vamsha Vriksha
  - 1974: "Filmfare Award for Best Director - Kannada" – Kaadu
  - 1978: "Filmfare Award for Best Director - Kannada" – Ondanondu Kaladalli
  - 1983: "Filmfare Award for Best Actor - Kannada" - Ananda Bhairavi
- Filmfare Awards Hindi
  - 1980: "Filmfare Best Screenplay Award": Godhuli (con B. V. Karanth)
- Karnataka State Film Awards
  - 1971-72 "First Best Film" – Vamsha Vriksha
  - 1971-72 "Best Dialogue Writer" – Vamsha Vriksha
  - 1973-74 "Second Best Film" – Kaadu
  - 1989-90 "Best Supporting Actor" – Santha Shishunala Sharifa
  - 1995-96 "Best Supporting Actor" – Sangeetha Sagara Ganayogi Panchakshara Gavai
  - 1999-00 "Second Best Film" – Kanooru Heggadithi